# Kiila (Vantaa)
Kiila (en suédois : Kila, est un quartier du district de Kivistö à Vantaa en Finlande,.

## Présentation
Kiila est limité par Tuusula au nord et le Vantaanjoki au sud.
Les quartiers voisins de Kiila sont Viinikkala au sud, Lentokenttä à l'est, Lapinkylä à l'ouest de l'autre côté du Vantaanjoki, Seutula à l'ouest et Riipilä au nord-ouest.
Kiila est une zone relativement peu peuplée de maisons individuelles.
Les densités de population les plus importantes se trouvent le long de Kuutamotie et à Kesäkylä, qui est une zone de logements de vacances créée dans les années 1950, mais qui en 1999 a été approuvée comme zone résidentielle dans le plan d'urbanisme.
Il est prévu que le Kehä IV passera par Kiila, pour lequel un plan général a été établi.

## Galerie

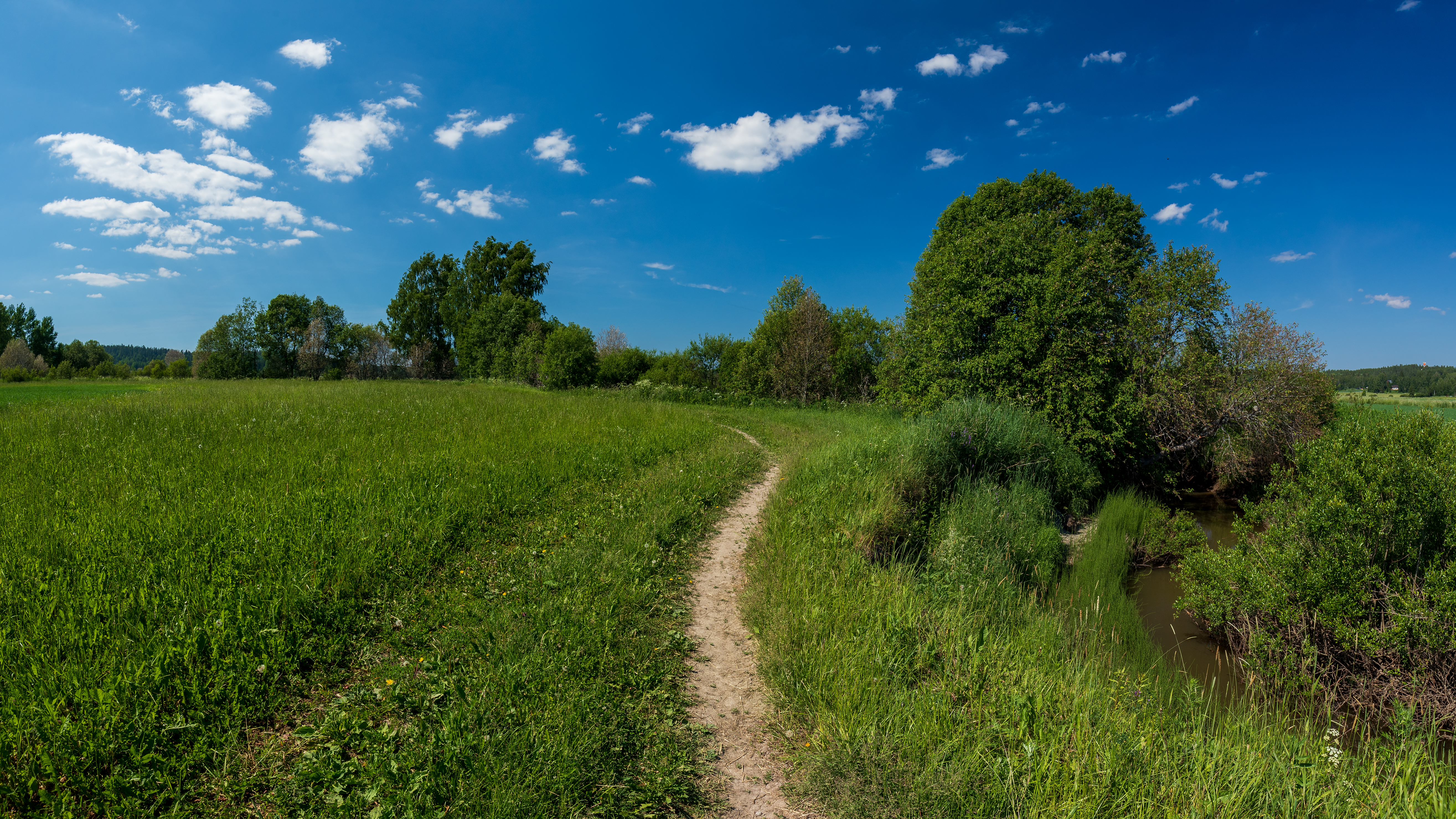
Lampurintie.